# Contea di Cook (Illinois)
La contea di Cook in inglese Cook County, è una contea degli Stati Uniti d'America, situata nell'area nord-orientale dello Stato dell'Illinois. La superficie della contea è in larga parte urbanizzata da Chicago dalla sua area metropolitana ed è la seconda contea per popolazione degli Stati Uniti.

## Geografia fisica
La contea copre una superficie di 4235 km² di cui oltre il 42% è costituito da acque interne.
Confina a nord-ovest con la contea di McHenry, a nord con la contea di Lake, a est si affaccia sul lago Michigan, a sud-est confina con la contea di Lake dello Stato dell'Indiana, a sud e a sud-ovest confina con la contea di Will ed a ovest con le contee di DuPage e di Kane.
Il territorio è pianeggiante. Il fiume principale è il Des Plaines che scorre da nord a sud per poi piegare verso sud-ovest per andare a sfociare nel fiume Illinois. Il fiume Chicago attraversa l'area metropolitana di Chicago prima di sfociare nel lago Michigan. È costituito da veri rami. Il più lungo è quello settentrionale che scorre parallelo a lago Michigan fino ad incontrare il ramo che scorre verso la foce a est. Tra il ramo settentrionale del fiume Chicago ed il lago Michigan scorre il fiume Skokie finché quest'ultimo non sfocia nel fiume Chicago. Nell'area sud-orientale è situato il lago Calumet il più esteso della contea.

## Storia
I primi abitanti del territorio furono indiani di lingua algonchina. Il nome Chicago deriva dalla parola indiana shikaakwa, un porro selvatico comune lungo le sponde del fiume Chicago. I primi europei ad arrivare nell'area furono gli esploratori francesi Jacques Marquette e Louis Jolliet nel 1673. I gesuiti francesi nel 1696 costruirono una missione che venne abbandonata due anni dopo. 

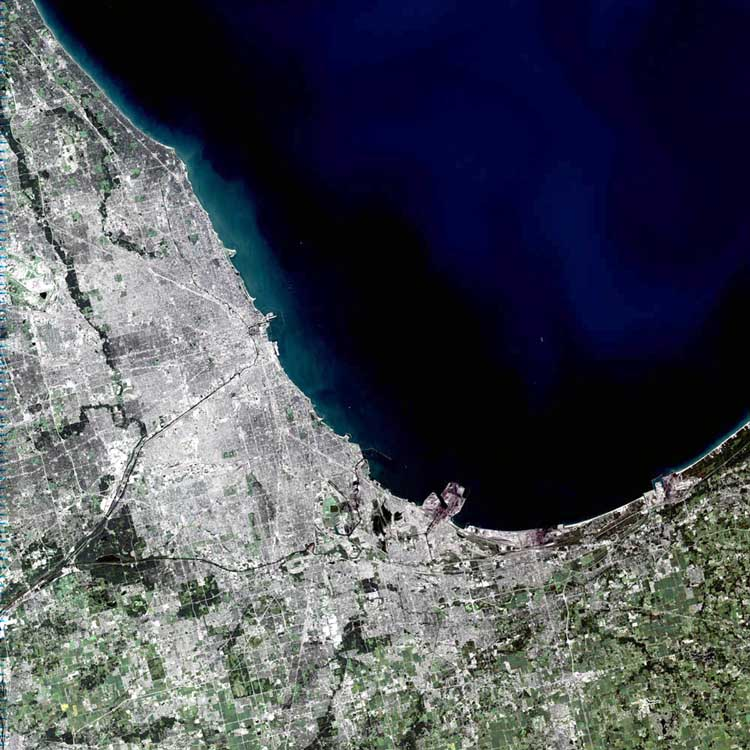
Foto satellitare della contea di Cook

Nel 1795 l'area di Chicago venne ceduta al Governo degli Stati Uniti dai nativi americani a seguito del Trattato di Greenville.
Nel 1803 l'esercito americano edificò Fort Dearborn sul fiume Chicago. Nel corso della guerra del 1812 il forte fu evacuato e poco lontano dal forte i soldati americani e i civili caddero in una imboscata degli indiani Potawatomi in cui molti morirono. Il forte fu raso al suolo e venne ricostruito nel 1816.
La contea fu istituita nel 1831 e prese il nome da Daniel Pope Cook il primo deputato eletto dallo Stato dell'Illinois.
Nel 1803 la città di Chicago aveva 300 abitanti. Con l'apertura dei canali di collegamento con la valle del Mississippi ed i Grandi Laghi, a cui fece seguito l'arrivo della ferrovia, la popolazione crebbe ed ebbe inizio lo sviluppo urbanistico e industriale di Chicago che ne fece una delle città più grandi e maggiormente sviluppate degli Stati Uniti.

## Comuni

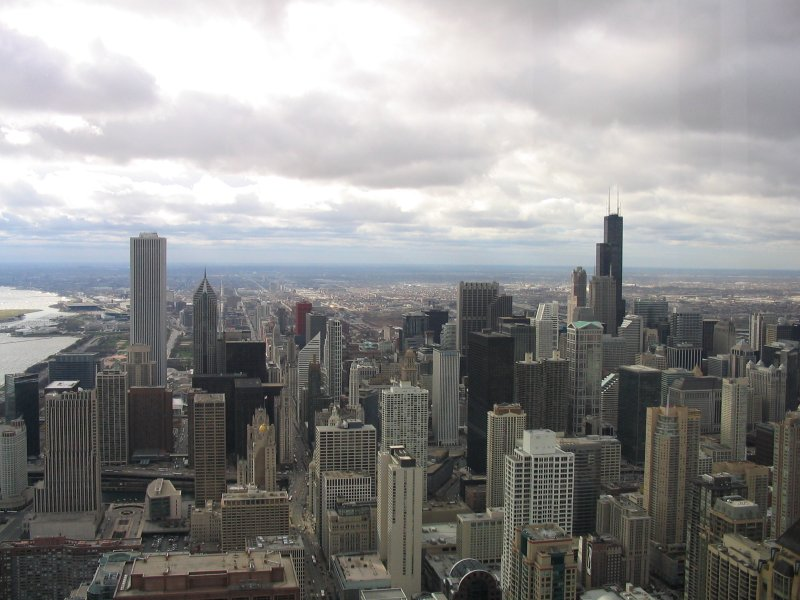
Panorama di Chicago vista dall'Hancock Observatory

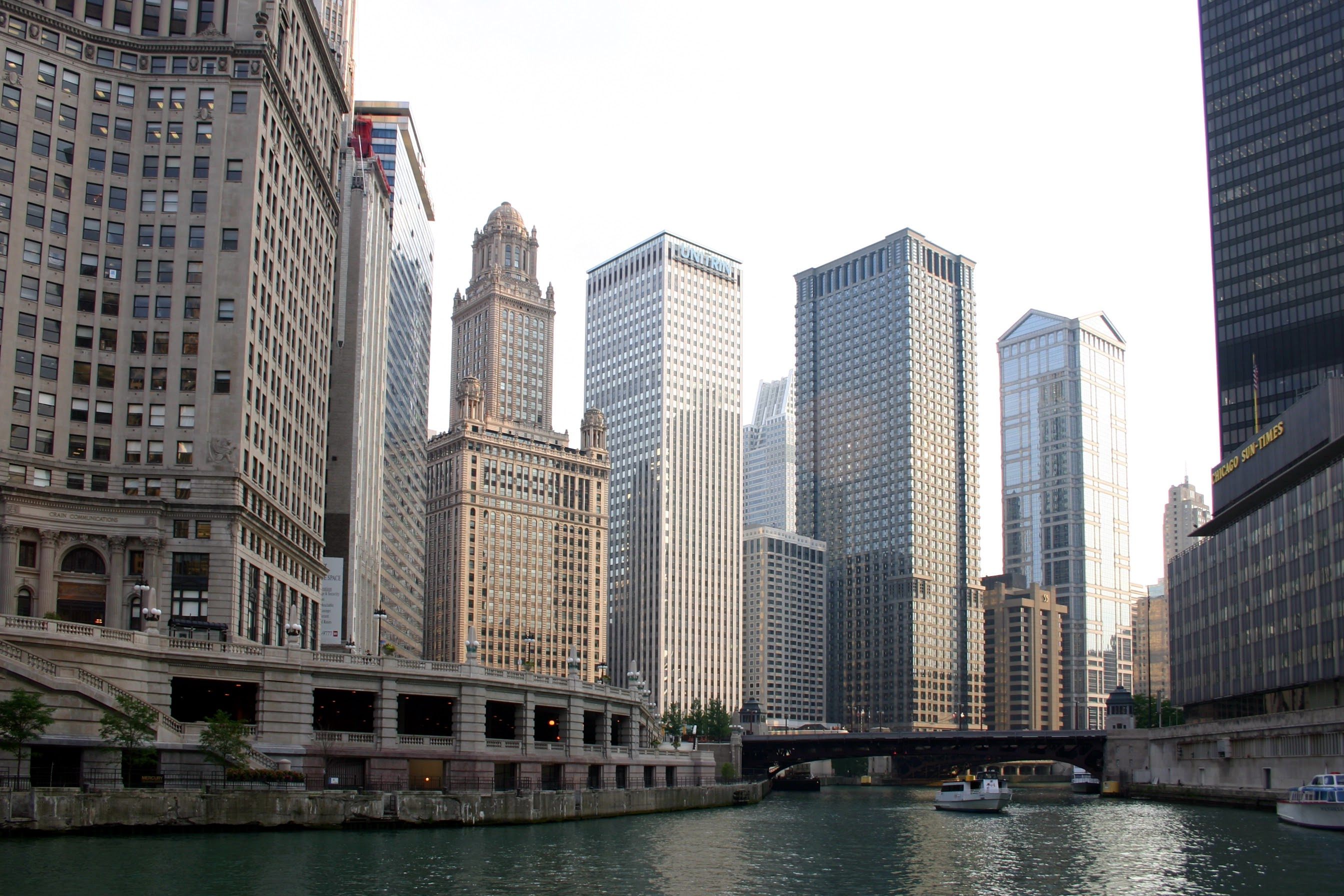
Il fiume Chicago nel centro della città omonima

Il territorio della Contea di DuPage ricade interamente nell'area metropolitana di Chicago. Una piccola parte del territorio della città di Chicago è situata nella contea di Du Page. L'area metropolitana di Chicago denominata "Chicagoland" si estende oltre che sulla contea di Cook su altre nove contee ripartite tra gli Stati dell'Illinois, Indiana e Wisconsin.

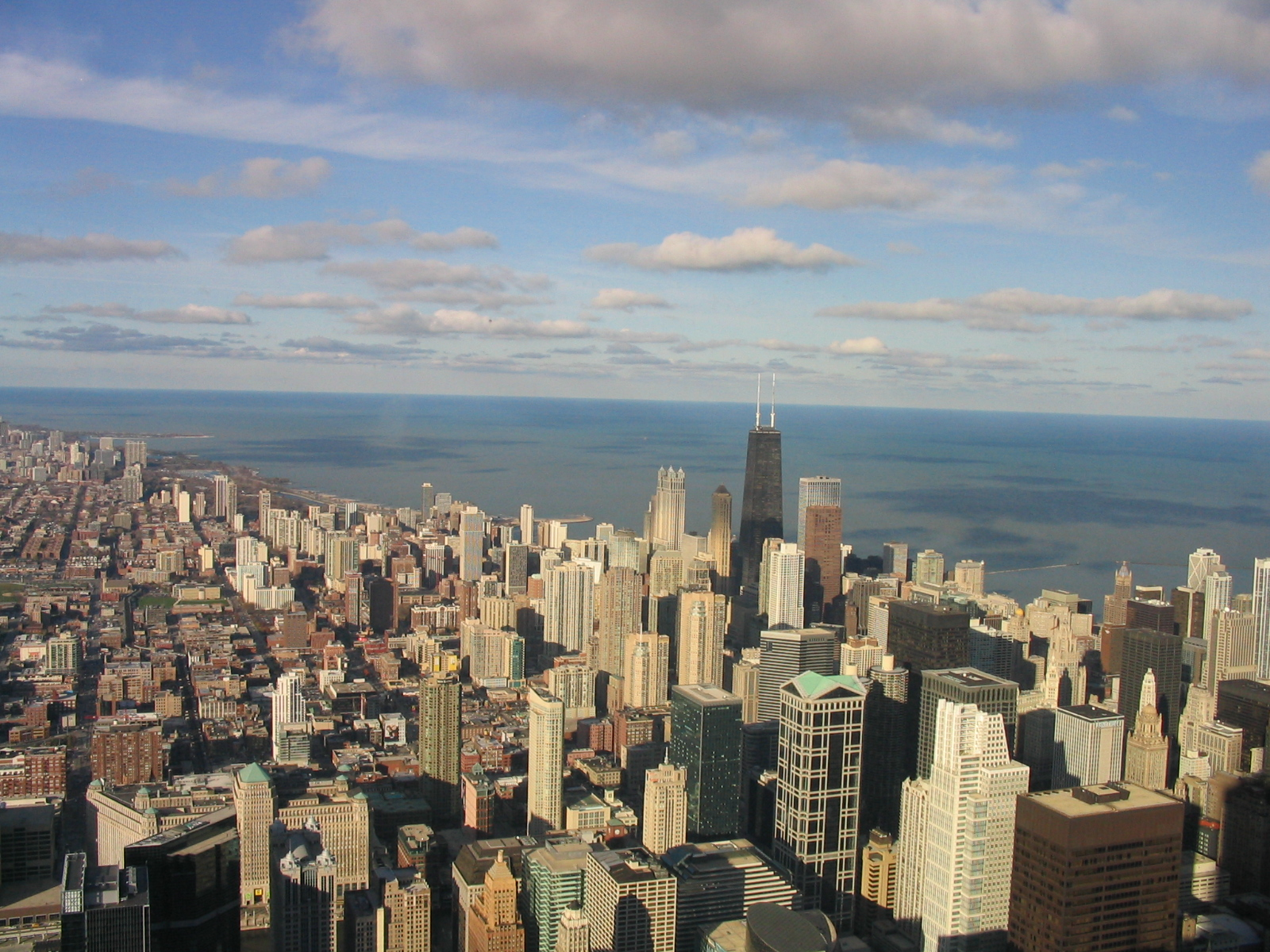
Panorama di Chicago e del lago Michigan visti della Sears Tower

La contea ha 119 comuni, 23 city, 1 town e 95 village:
- Alsip - village
- Arlington Heights - village
- Barrington - village
- Barrington Hills - village
- Bedford Park - village
- Bellwood - village
- Berkeley - village
- Berwyn - city
- Blue Island - city
- Bridgeview - village
- Broadview - village
- Brookfield - village
- Burbank - city
- Burnham - village
- Calumet City - city
- Calumet Park - village
- Cicero - town
- Chicago - city
- Chicago Heights - city
- Chicago Ridge - village
- Country Club Hills - city
- Countryside - city
- Crestwood - village
- Des Plaines - city
- Dixmoor - village
- Dolton - village
- East Hazel Crest - village
- Elgin - city
- Elk Grove Village - village
- Elmwood Park - village
- Evanston - city
- Evergreen Park - village
- Flossmoor - village
- Ford Heights - village
- Forest Park - village
- Forest View - village
- Franklin Park - village
- Golf - village
- Glencoe - village
- Glenview - village
- Glenwood - village
- Hanover Park - village
- Harvey - city
- Harwood Heights - village
- Hazel Crest - village
- Hickory Hills - city
- Hillside - village
- Hodgkins - village
- Hoffman Estates - village
- Hometown - city
- Homewood - village
- Indian Head Park - village
- Inverness - village
- Justice - village
- Kenilworth - village
- La Grange - village
- La Grange Park - village
- Lansing - village
- Lemont - village
- Lincolnwood - city

- Lynwood - village
- Lyons - village
- Markham - city
- Matteson - village
- Maywood - village
- McCook - village
- Melrose Park - village
- Merrionette Park - village
- Midlothian - village
- Morton Grove - village
- Mount Prospect - village
- Niles - village
- Norridge - village
- Northbrook - village
- Northfield - village
- Northlake - city
- North Riverside - village
- Oak Forest - city
- Oak Lawn - village
- Oak Park - village
- Olympia Fields - village
- Orland Hills - village
- Orland Park - village
- Palos Heights - city
- Palos Hills - city
- Park Ridge - city
- Palatine - village
- Palos Park - village
- Park Forest - village
- Phoenix - village
- Posen - village
- Prospect Heights - city
- Richton Park - village
- Riverdale - village
- River Grove - village
- Riverside - village
- Robbins - village
- Rolling Meadows - city
- Rosemont - village
- Sauk Village - village
- Schaumburg - village
- Schiller Park - village
- Skokie - village
- South Barrington - village
- South Chicago Heights - village
- South Holland - village
- Stickney - village
- Stone Park - village
- Streamwood - village
- Summit - village
- Thornton - village
- Tinley Park - village
- Westchester - village
- Western Springs - village
- Wheeling - village
- Willow Springs - village
- Wilmette - village
- Winnetka - village
- Worth - village

## Township
Il territorio della contea di Cook che non appartiene alla città di Chicago è suddiviso in 30 township:
- Barrington Township
- Berwyn Township
- Bloom Township
- Bremen Township
- Calumet Township
- Cicero Township
- Elk Grove Township
- Evanston Township
- Hanover Township
- Lemont Township

- Leyden Township
- Lyons Township
- Maine Township
- New Trier Township
- Niles Township
- Northfield Township
- Norwood Park Township
- Oak Park Township
- Orland Township
- Palatine Township

- Palos Township
- Proviso Township
- Rich Township
- River Forest Township
- Riverside Township
- Schaumburg Township
- Stickney Township
- Thornton Township
- Wheeling Township
- Worth Township